# Mai Nakamura (natation synchronisée)
Pour les articles homonymes, voir Mai Nakamura et Nakamura.
Mai Nakamura (中村 麻衣, Nakamura Mai) est une nageuse synchronisée japonaise née le 13 janvier 1989 à Kobe. Elle remporte la médaille de bronze du ballet aux Jeux olympiques d'été de 2016 à Rio de Janeiro.